# Arabesque (companie)

Magazin Arabesque în Iași

Arabesque este o companie multinațională din România cu sediul în Galați, înființată în anul 1994 și are ca obiect de activitate comerțul cu materiale de construcții. Rețeaua cuprinde 7 magazine MatHaus și 22 de depozite Arabesque în România. MatHaus, parte a grupului Arabesque, este un magazin ce comercializează materiale de construcții și finisaje, produse de bricolaj și amenajare casă și grădină.
Compania este deținută de omul de afaceri Cezar Rapotan, care mai deține acțiuni la producătorul de structuri metalice Fierctc Sibel din Galați și la compania de soluții energetice Chorus Marketing and Distribution.
În 2006 compania plănuia să deschidă 30 de magazine Mr. Bricolage în sistem de franciză, dar au fost deschise doar 4 magazine: în București, cartier Vitan din 2006 pană în 2018, în Pitesti din 2008 pană în 2015 și în Iași din 2010 până în 2016. Pentru o perioadă de 6 luni a mai funcționat și un magazin de dimensiuni mici în cartierul Pantelimon, București.
Ulterior, magazinele Mr. Bricolage au fost reorganizate și transformate în magazine MatHaus în Iași (2017), respectiv Pitești și București Vitan (2018).
În 2016, cifra de afaceri a companiei a ajuns la un total de 1,58 miliarde de lei (circa 351 milioane de euro), cu o marjă de 3,5%.
În 2017 compania a înregistrato creștere a cifrei de afaceri de 5% față de anul anterior, la 373,5 mil. euro.
În 2019, Arabesque și-a majorat cifra de afaceri în 2019 cu 13% față de 2018, astfel că rezultatul a depășit 1,9 miliarde de lei. Profitul a urcat cu 10%, până la 34,4 milioane de lei, iar numărul mediu de angajați s-a menținut la aproape 3.000.

## Internațional
Primul depozit în afara României a fost deschis în 2005, în Chișinău, Republica Moldova, sub numele Arabesque Construct.
Compania a achiziționat în 2006 rețeaua de 20 de depozite Budmax, al treilea jucător de pe piața materialelor de construcții business-to-business din Ucraina. În prezent mai operează doar 3 din cele 10 depozite care mai funcționează sub marca Budmax în Ucraina. 
Arabesque mai deține în Bulgaria, câte un depozit Budmax în Sofia din 2006 și Burgas din 2007. Anterior, a deținut un depozit Arabesque și în Belgrad, Serbia din 2008.